# Дрезденская премия
Дрезденская премия — международная премия мира, с 2010 года присуждаемая ежегодно примерно 13 февраля, в годовщину разрушения Дрездена. Премия присуждается за особые достижения против конфликтов, насилия и эскалации.

## Описание
Премия была учреждена ассоциацией «Друзья Дрездена, Германия», основанной в Дрездене в 2009 году. Это ответвление организации US Friends of Dresden Inc. в Нью-Йорке, которое было основано Гюнтером Блобелем.
Приз предоставлен Фондом Клауса Чира. Его денежная часть составляет 10 тысяч евро. Победители получат бронзовую статуэтку высотой около 30 см, изображающую Талию и созданную Констанце Файнт Эйснер на основе одной из фигур фонтана «Памятник Моцарту» в парке Бюргервизе. На фигурке изображены и повреждения, нанесенные во время бомбардировки города оригиналу, который сейчас выставлен в Дрезденском лапидарии.
Первая церемония награждения в 2010 году была отложена на один день по соображениям безопасности по запросу Министерства внутренних дел Саксонии и состоялась на церемонии в здании Оперы Земпера.
По словам организаторов, награда также призвана противодействовать захвату Дрезденского Дня памяти правыми экстремистами.

## Лауреаты
- 2010 — Михаил Горбачёв (Россия)
- 2011 — Даниель Баренбойм
- 2012 — Джеймс Нахтвей
- 2013 — Станислав Петров (Россия)[1][2]
- 2014 — Эммануэль Джал[3]
- 2015 — Эдвард, герцог Кентский
- 2016 — Даниэль Эллсберг
- 2017 — Доменико Лукано
- 2018 — Томми Смит
- 2019 — Фан Тхи Ким Фук[4]
- 2020 — Музун Алмеллехан
- 2021 — Кристина Марин Кампос
- 2022 — Роджер Кокс
- 2023 — Даниэль Либескинд

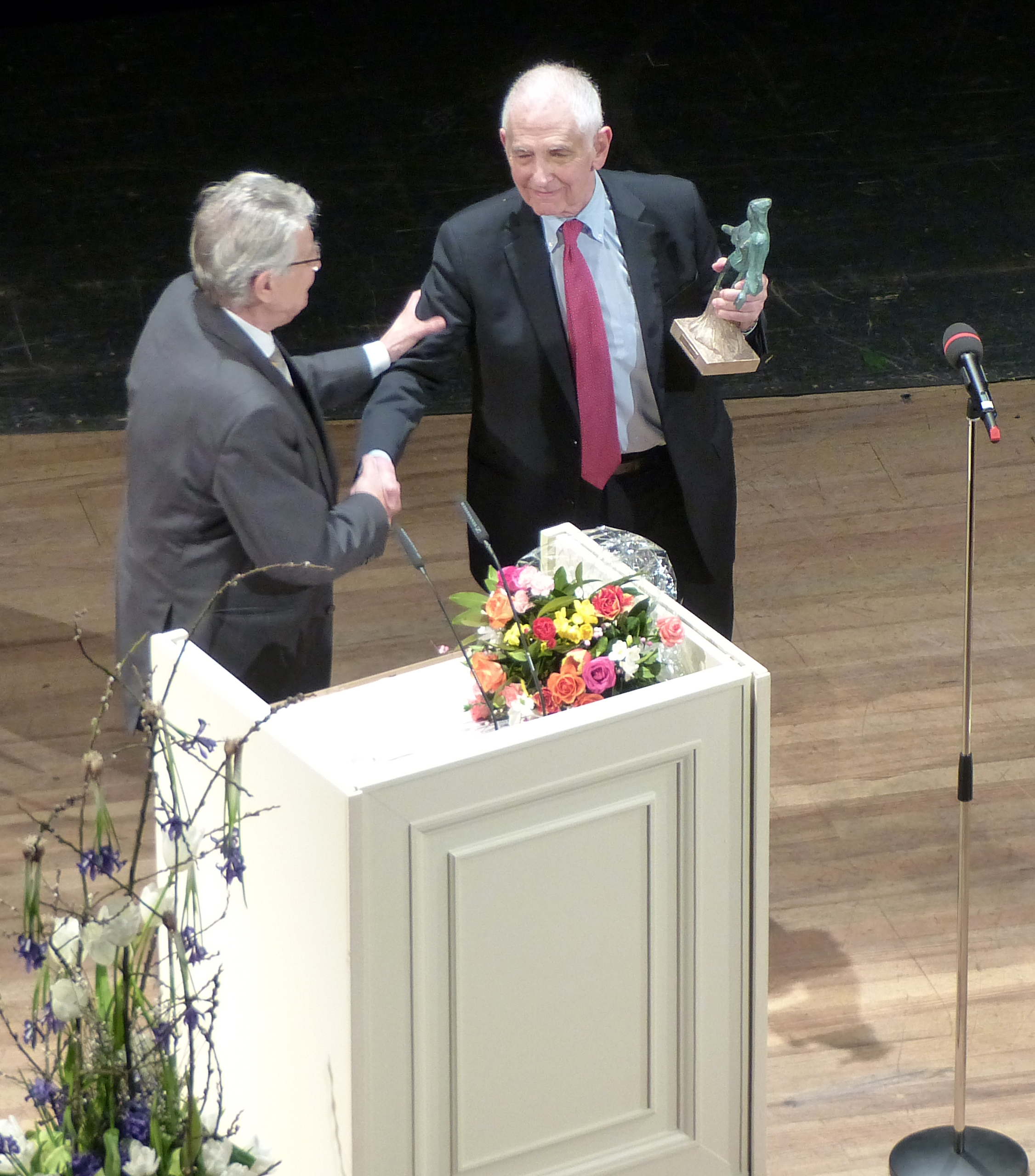
Награждение Даниэля Эллсберга

- 2024 — Алексей Навальный (Россия), посмертно[5][6]

Юлия Навальная, получившая премию вместо мужа, объявила, что передаст её денежную часть семьям  Лилии Чанышевой и Ксении Фадеевой — соратникам Алексея, находящимся в заключении.